# جبهه آزادی‌بخش ملی (یونان)
جبهه آزادیبخش ملی (یونانی: Εθνικό Απελευθερωτικό Μέτωπο) ای‌آ‌ام (EAM) جنبش اصلی مقاومت یونان در دوران تصرف یونان توسط نیروهای محور بود.